# Jeffrey Gundlach
Jeffrey Edward Gundlach (* 30. Oktober 1959 in Amherst, New York) ist ein US-amerikanischer Investor und Geschäftsmann. Er ist der Gründer der Investmentfirma DoubleLine Capital LP.

## Leben
Jeffrey Gundlach wurde am 30. Oktober 1959 in Amherst, New York, als Sohn der Eltern Carol und Arthur Gundlach geboren. Sein Vater (gest. 2013) war Chemiker bei Pierce and Stevens Chemical Corp. Er ist Absolvent des Dartmouth College, wo er 1981 mit summa cum laude in Mathematik und Philosophie abschloss, und besuchte die Yale University, um in Mathematik zu promovieren, bevor er sein Studium abbrach.

### Karriere
Gundlach war früher Leiter des 9,3 Milliarden Dollar schweren TCW Total Return Bond Fund, wo er in den zehn Jahren vor seinem Ausscheiden in den Top 2 % aller in Anleihen mit mittlerer Laufzeit investierten Fonds landete. TCW entließ ihn 2009.

#### DoubleLine Capital
2009, kurz nach seiner Entlassung bei TCW, gründete Gundlach zusammen mit Philip Barach und 14 weiteren leitenden Mitarbeitern von TCW DoubleLine Capital. Barach war Gundlachs Co-Manager des 12-Milliarden-Dollar-TCW-Total-Return-Rentenfonds. In einer Titelgeschichte vom Februar 2011 bezeichnete ihn die Zeitung Barron's als „King of Bonds“.
Am 10. März 2011 löste Gundlach Berichten zufolge 55 Prozent seiner persönlichen Bestände an kommunalen Anleihen auf. Zu dieser Zeit erklärte Gundlach auch: „Niemand besitzt kalifornische Staatsanleihen, weil er glaubt, dass sich die Kreditwürdigkeit des Landes verbessert“ und erntete damit Gelächter im Publikum.
Im Jahr 2012 wurde er in die Liste der 50 einflussreichsten Persönlichkeiten des Magazins Bloomberg Markets aufgenommen.
2014 belegte er den 72. Platz auf der Liste The World’s Most Powerful People der Zeitschrift Forbes.

### Persönliches
Er war mit Nancy Draper verheiratet, einer Bassistin seiner früheren Band „Radical Flat“ (früher bekannt als „The Greens“), die 2010 nach mehr als 20 Jahren Ehe die Scheidung von Gundlach einreichte. Er lebt derzeit in Los Angeles, Kalifornien.

#### Einbruch in sein Haus
Im September 2012 wurde in Gundlachs Haus in Santa Monica in seiner Abwesenheit eingebrochen. Es wurden mehrere Kunstwerke, Wein, fünf Designeruhren, Bargeld und ein wertvoller roter Porsche Carrera 4S aus dem Jahr 2010 gestohlen. Einige Tage nach dem Diebstahl setzte Gundlach zusätzlich zu einer „Gesamtbelohnung“ von 200.000 Dollar eine Belohnung von 1 Million Dollar für das Piet-Mondrian-Gemälde unter den verschwundenen Werken und eine Belohnung von 500.000 Dollar für das Jasper-Johns-Gemälde aus. Der Gesamtwert des gestohlenen Eigentums wurde damals auf 10 Millionen Dollar geschätzt. Innerhalb weniger Wochen führte ein Hinweis zur Wiederbeschaffung der Kunstwerke und zur Verhaftung von Verdächtigen im Zusammenhang mit dem Diebstahl. Die Belohnungen – wobei die Belohnung für den Mondrian als Rekord für ein einzelnes Kunstwerk bezeichnet wurde – sollen bei der Wiederbeschaffung eine Rolle gespielt haben, obwohl noch nicht feststand, wie viel bezahlt wurde. Der Porsche war immer noch verschwunden.

#### Philanthropie
2016 spendete Gundlach 42,5 Millionen Dollar an die Albright-Knox Art Gallery in Buffalo, New York, als Teil ihrer Kapitalkampagne und ihres Erweiterungsprojekts. Laut Museumsdirektorin Janne Sirén handelt es sich um die größte Kulturspende einer Einzelperson in der Stadt. Die Galerie wurde in Buffalo Albright-Knox-Gundlach Art Museum, kurz Buffalo AKG Art Museum, umbenannt.